# James Molyneaux, Baron Molyneaux of Killead
James Henry Molyneaux, Baron Molyneaux of Killead, KBE, PC (* 27. August 1920 in Killead, County Antrim; † 9. März 2015 ebenda) war ein nordirischer Unionist, Politiker und Vorsitzender (Leader) der Ulster Unionist Party von 1979 bis 1995. Er war ein führendes Mitglied und früherer Vizepräsident (Vice-President) des Conservative Monday Club. Er war Mitglied des Oranier-Ordens und von 1971 bis 1995 Sovereign Grand Master der Royal Black Institution.

## Leben und Karriere
Molyneaux wurde 1920 in Killead im nordirischen County Antrim geboren und besuchte die nahe gelegene Aldergrove School, bevor er in der Royal Air Force von 1941 bis 1946 diente. Er nahm an der Befreiung des Konzentrationslagers Bergen-Belsen teil und gab seitdem mehrfach Interviews dazu, was er dort gesehen hatte.
Als anglikanisches Kind besuchte er kurzzeitig eine lokale katholische Grundschule und soll dort zum Ausdruck gebracht haben, die katholische Kirche hätte mit dem Aufgeben der Tridentinischen Messe einen Fehler gemacht. Als eine katholische Kirche nahe seinem Haus von loyalistischen Brandstiftern in den späten 1990er Jahren niedergebrannt wurde, half Molyneaux, Geld für den Wiederaufbau zu sammeln.
Während der 1960er und 1970er war er Mitglied des Antrim County Council (1964–1973) als auch bei einer Reihe von Ausschüssen zur lokalen Gesundheitsvorsorge.

## Mitgliedschaft im House of Commons
1970 wurde er für den Wahlkreis South Antrim ins House of Commons gewählt. Im Oktober 1974 wurde Molyneaux Vorsitzender (Leader) der Ulster Unionists im House of Commons und von 1982 bis 1986 saß er als ein Mitglied der Ulster Unionisten im Wahlkreis South Antrim der gescheiterten Northern Ireland Assembly. Er wurde 1983 Mitglied des Privy Council.
Nach einem Neuzuschnitt der Wahlkreise, wobei South Antrim geteilt wurde, wurde er 1983 Mitglied für Lagan Valley. 1985 trat er von seinem Sitz zusammen mit seinen Unionist-Kollegen im Unterhaus aus Protest gegen das Anglo-Irish Agreement zurück, wurde aber in der folgenden Nachwahl wiedergewählt.
Molyneaux wurde im Allgemeinen als Mitglied der integrativen Tendenz innerhalb der Ulster Unionism gesehen, er war für direkte Verwaltung von Westminster mit einigen Erweiterungen der kommunalen Zuständigkeiten, im Gegensatz zu der Präferenz zur Devolution für eine neue parlamentarische Versammlung Nordirlands. Diese Bevorzugung wurde dem Einfluss von Enoch Powell zugeschrieben. Kritiker in seiner Partei sahen Molyneaux als Vorsitzenden, der nichts tue und unpassend defensiv gegenüber der Conservative Party sei. Das führte dazu, dass er vom Anglo-Irish Agreement 1985 überrascht und von Ian Paisley überschattet wurde.
Die Verteidiger von Molyneaux argumentieren, dass sein Hauptziel die Geschlossenheit der Partei war, und da die UUP so zerstritten war, konnte nur eine minimalistische Politik sie zusammenhalten. Die Richtigkeit dieser Ansicht zeigte sich durch die Auflösung der Partei unter David Trimble.
Während der 1980er Jahre war er aktiv als Abgeordneter und Vizepräsident des Conservative Monday Club. In dessen Zeitung, Right Ahead in der Ausgabe über die Conservative Party Conference im Oktober 1985 steuerte Molyneaux einen ausführlichen Artikel mit dem Titel Northern Ireland - Ulster belongs to Britain NOT to the Irish Republic bei.
1995 wurde er um den Parteivorsitz von einem 21-jährigen Studenten herausgefordert und, obwohl er mit Leichtigkeit gewann, war ein hoher Anteil an Proteststimmen vorhanden. Nach dem schlechten Abschneiden der Ulster Unionists bei der Nachwahl im North Down 1995, gab Molyneaux dem erneuten Drängen auf seinen Rücktritt nach.
Von 1995 bis 1997 war er UUP-Sprecher für das Schatzamt. Bei der Unterhauswahl 1997 trat er nicht wieder an.

## Mitgliedschaft im House of Lords
Molyneaux wurde am 10. Juni 1997 zum Life Peer als Baron Molyneaux of Killead, of Killead in the County of Antrim ernannt. Im House of Lords saß er als Crossbencher. Seine Antrittsrede hielt er am 3. Juli 1997.
Als Themen von politischem Interesse nennt er auf der Webseite des Oberhauses Verfassungsfragen, geistige Gesundheit und kommunale Verwaltung.
Er war Sprecher für Nordirland. Bei mehreren Gelegenheiten während seines Ruhestands äußerte er sich in der Öffentlichkeit kritisch über seinen Nachfolger als Vorsitzendem David Trimble und lehnte das Good Friday Agreement ab.
2003 unterstützte Molyneaux die Hälfte der Abgeordneten der Ulster Unionists, darunter David Burnside, Jeffrey Donaldson und Martin Smyth, als diese aus der Fraktion aus Protest gegen die Führung durch Trimble und die fortgesetzte Unterstützung des Abkommens austraten.
Bei der Unterhauswahl 2005 erregte Molyneaux Aufsehen, als er und Smyth den Kandidaten der Democratic Unionist Party, Jimmy Spratt, dem der Ulster Unionist Party, Michael McGimpsey, im Wahlkreis Belfast South vorzogen. Diesen hatte zuvor Smyth vertreten. Molyneaux unterstützte auch seinen Nachfolger Donaldson als Abgeordneten für Lagan Valley, obwohl dieser zur DUP übergetreten war. Er unterstützte allerdings auch einige UUP-Kandidaten, unter anderem Burnside in South Antrim. Bei der Wahl hielt Donaldson seinen Sitz für seine neue Partei mit einer großen Mehrheit, während Spratt mehr Stimmen als McGimpsey erhielt, aber knapp von Alasdair McDonnell (SDLP) geschlagen wurde. Viele vermuten, dass die Unterstützung durch Molyneaux und Smith sich negativ auf das Ergebnis der UUP auswirkte. Burnside verlor allerdings seinen Sitz.
Molyneaux war im Zeitraum seit 2001 zunächst regelmäßig anwesend, seine Anwesenheit sank schließlich aber stark. Zuletzt war er in der Sitzungsperiode 2009/2010 an zwei Tagen anwesend. Seit dem 25. Juni 2012 war er durch einen vom House of Lords vergebenen Leave of Absence beurlaubt.

## Weitere Ämter
Molyneaux war von 1954 bis 1970 Ehrensekretär (Hon. Secretary) der South Antrim Unionist Association. Von 1971 bis 1974 war er Vorsitzender (Chair) der Unionist Association in Antrim. Von 1974 bis 1977 war Molyneaux Vorsitzender (Leader) der United Ulster Unionist Coalition.
Von 1974 bis 1979 war er Vizepräsident des UUP Council. Von 1966 bis 1973 war er stellvertretender Vorsitzender (Vice-Chairman) des Eastern Special Care Hospital Committee. Er war von 1967 bis 1970 Vorsitzender (Chairman) der Northern Ireland Association for Mental Health in Antrim. Außerdem war er von 1957 bis 1986 Friedensrichter von Co Antrim.

## Ehrungen
Nach seinem Rücktritt als Parteivorsitzender wurde er 1996 zum Knight des Order of the British Empire ernannt.

## Familie
Molyneaux war nicht verheiratet. Er starb am 9. März 2015 im Alter von 94 Jahren in einem Pflegeheim seines Geburtsorts Killead.